# Коефіцієнт стоячої хвилі

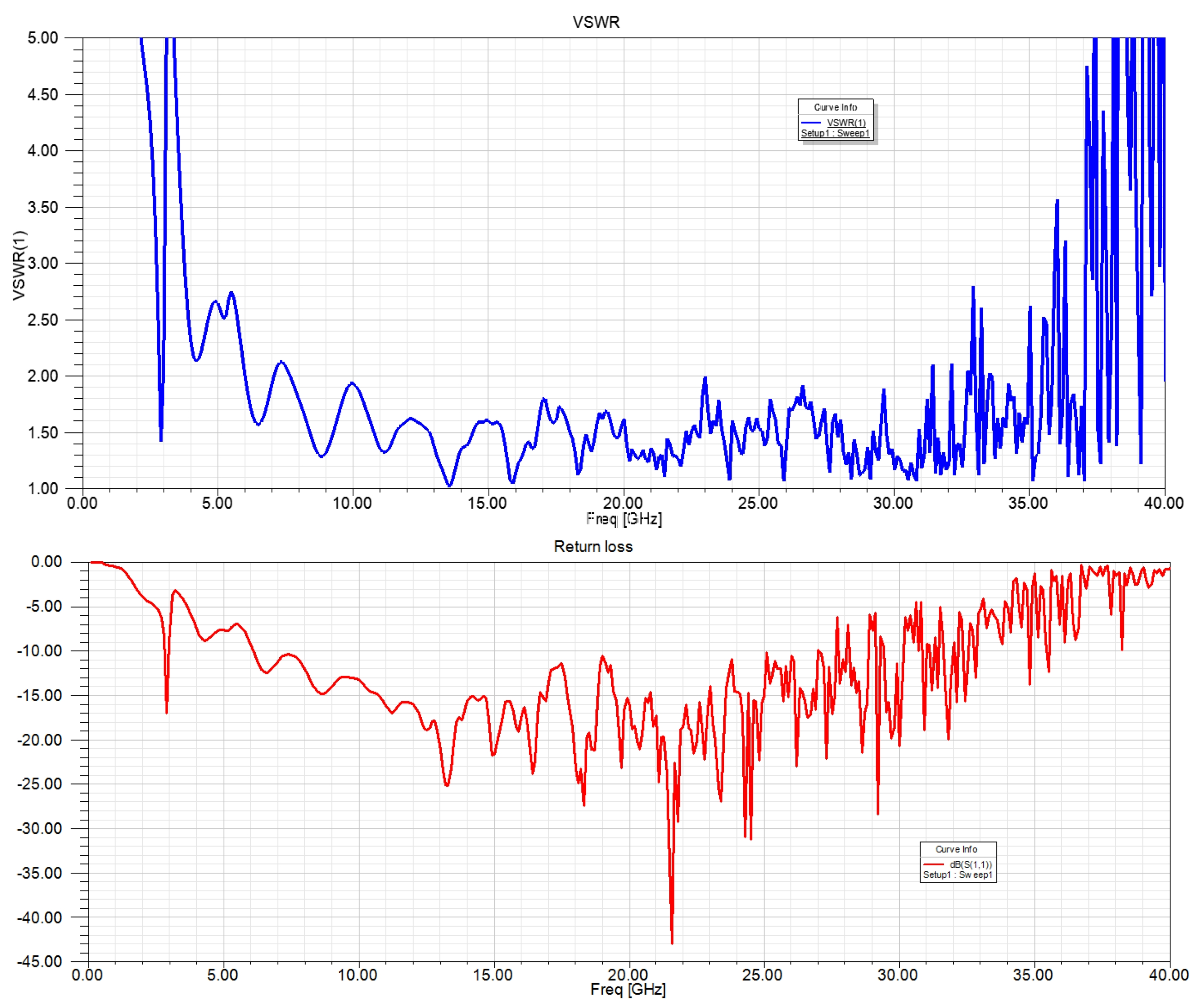
Приклад розрахунку коефіцієнту стоячої хвилі (VSWR) антени за допомогою ANSYS HFSS

Коефіцієнт стоячої хвилі за напруженістю (англ. Standing wave ratio) — відношення значень напруженості електричного поля у максимумі і у мінімумі стоячої хвилі.
{\displaystyle E_{\max }/E_{\min }}
Коефіцієнт стоячої хвилі (КСХ) може також визначатись через енергію вхідної і відбитої хвиль:
{\displaystyle SWR=\left({\frac {W_{f}+W_{r}}{W_{f}-W_{r}}}\right)}
де:
- {\displaystyle W_{f}} — вхідна енергія;
- {\displaystyle W_{r}} — відбита енергія.

КСХ може приймати значення від 1 до ∞ .

Для оптимальної передачі енергії лініями передач необхідне їхнє узгодження, тобто одержання всередині лінії режиму рухомої хвилі, коли коефіцієнт відбивання Г= 0, а коефіцієнт стійності (нерухомості) хвилі КСХ (КНХ) = 1.